# Villepreux
 Villepreux  es una población y comuna francesa, en la región de Isla de Francia, departamento de Yvelines, en el distrito de Saint-Germain-en-Laye y cantón de Saint-Nom-la-Bretèche.

## Demografía
| 2714 | 6926 | 8377 | 7398 | 8776 | 9601 |
| Para los censos de 1962 a 1999 la población legal corresponde a la población sin duplicidades (Fuente: INSEE [Consultar]) |      |      |      |      |      |